# ویندام
latitudeویندامlongitudeویندام
ویندام (به انگلیسی: Wymondham) (‎/ˈwɪndəm/‎ WIN-dəm) یک شهرک در انگلستان است که در نورفک واقع شده‌است.

## خصوصیات
ویندام ۴۴٫۳۱ کیلومترمربع مساحت و ۲۳٬۱۲۰ نفر جمعیت دارد.